# قله هاکوی
قله هاکوی (انگلیسی: Hakkoy Peak) یک کوه و قله در استان چچن کشور روسیه است.